# Tiếng Salar
Tiếng Salar (hay tiếng Tát Lạp) là một ngôn ngữ Turk được nói bởi người Salar, một dân tộc chủ yếu sống ở các tỉnh Thanh Hải và Cam Túc ở Trung Quốc; một số cũng sống ở Ili, Tân Cương. Đây là một ngoại lệ phía đông của nhóm Oghuz: các ngôn ngữ Oghuz khác (tiếng Thổ Nhĩ Kỳ, tiếng Azerbaijan, tiếng Turkmen) được sử dụng chủ yếu ở Tây-Trung Á. Số người Salar là khoảng 105.000 người, khoảng 70.000 người (2002) nói tiếng Salar; trong đó, dưới 20.000 người đơn ngữ.
Theo truyền thống Salar và biên niên sử Trung Quốc, người Salar là hậu duệ của bộ tộc Salur, thuộc bộ tộc Turk Oghuz của Tây Đột Quyết. Trong triều đại nhà Đường, bộ tộc Salur cư trú bên trong biên giới Trung Hoa và kể từ đó sống ở khu vực biên giới Thanh Hải-Cam Túc. Tiếng Salar đương đại có một số ảnh hưởng từ tiếng Trung Quốc và tiếng Tạng Amdo.

## Tình trạng
Tiếng Salar là ngôn ngữ chính thức ở hầu khắp các khu vực tự trị của Salar. Các khu vực tự trị như vậy là huyện tự trị Tát Lạp Tuần Hóa và huyện tự trị Bảo An, Đông Hương và Tát Lạp Tích Thạch Sơn.

## Ili Salar
Người Salar di chuyển về phía tây đến Tân Cương từ Thanh Hải vào đầu thế kỷ 18 do tranh chấp tôn giáo.

## Âm vị học
Âm vị học tiếng Salar chịu ảnh hưởng bởi tiếng Tạng và tiếng Trung Quốc. Ngoài ra, /k, q/ và /ɡ, ɢ/ đã trở thành các âm vị riêng biệt do vay mượn, giống như trong các ngôn ngữ Turk khác.
Nguyên âm tiếng Salar giống như trong tiếng Thổ Nhĩ Kỳ, với các nguyên âm sau /a, ɯ, o, u/ và các nguyên âm trước tương ứng /e, i, ø, y/.
Mặc dù tiếng Salar là một ngôn ngữ Oghuz, nhưng nó cũng chịu ảnh hưởng từ các ngôn ngữ phi Oghuz khác như Chagatai, Turk Tây Bắc và Turk Đông Nam.

## Ảnh hưởng từ tiếng Trung Quốc và tiếng Tạng
Ở Thanh Hải (Amdo), tiếng Salar chịu ảnh hưởng đáng kể từ tiếng Trung và tiếng Tây Tạng. Mặc dù có nguồn gốc Turk, các cấu trúc ngôn ngữ chính đã được hấp thụ từ tiếng Trung Quốc. Khoảng 20% từ vựng có nguồn gốc từ tiếng Trung Quốc và 10% cũng có nguồn gốc từ tiếng Tạng. Tuy nhiên, chính sách của chính phủ Cộng sản Trung Quốc đã cố tình che đậy những ảnh hưởng này trong các nghiên cứu ngôn ngữ học, cố gắng nhấn mạnh yếu tố Turk và hoàn toàn bỏ qua yếu tố tiếng Trung Quốc trong ngôn ngữ Salar. Tiếng Salar vay mượn và chịu ảnh hưởng từ các phương ngữ tiếng Trung Quốc gần kề. Ngược lại, các phương ngữ tiếng Trung Quốc cũng hấp thụ các từ vay mượn từ tiếng Salar.
Ở Thanh Hải, nhiều người Salar nói cả hai phương ngữ của tiếng Trung Quốc và tiếng Salar. Người Salar nông thôn có thể nói tiếng Salar trôi chảy trong khi người ở thành thị thường đồng hóa với cư dân Hồi nói tiếng Trung Quốc.

## Hệ thống chữ viết
Người Salar chủ yếu sử dụng tiếng Trung cho mục đích viết trong khi sử dụng tiếng Salar để nói.
Tiếng Salar không có chữ viết chính thức, nhưng đôi khi nó được viết bằng chữ Ả Rập. Một số người Salar dùng chữ Latinh và một số người Salar khác không dùng chữ Latinh mà sử dụng chữ Hán để thay thế. Việc thiếu chữ viết chính thức đã khiến hầu hết người Salar sử dụng hệ thống chữ viết tiếng Trung Quốc.
Người trẻ Salar cũng đã bắt đầu sử dụng hệ chữ Salar dựa trên chính tả các ngôn ngữ Turk, được sử dụng khá phổ biến trên Internet. Có hai biến thể chính được sử dụng là TB30 và TB31. Chữ viết Ả Rập vẫn còn phổ biến với người Salar; các tài liệu tiếng Salar viết bằng chữ Ả Rập đã được phát hiện, có niên đại hàng thế kỷ.
Grigory Potanin đã sử dụng bảng chữ cái Kirin để ghi lại bảng thuật ngữ về tiếng Salar, tiếng Tây Yugur và tiếng Đông Yugur trong cuốn sách tiếng Nga năm 1893 của ông Тангутско-Тибетская окраина Китая и Центральная Монголія: путешествіе với sự hỗ trợ của Vasily Radlov.
William Woodville Rockhill đã tạo một bảng chú giải thuật ngữ tiếng Salar trong cuốn sách Diary of a Journey through Mongolia and Tibet in 1891 and 1892 (hoàn thiện năm 1894) bằng cách sử dụng bảng chữ cái Latinh dựa trên hệ thống Latinh hóa Wade–Giles được sử dụng cho tiếng Trung Quốc.

### TB30
Aa Bb Cc Çç Dd Ee Ff Gg
Ğğ Hh İi Iı Kk Ll Mm Nn Ññ
Oo Öö Pp Qq Rr Ss Şş Tt
Uu Üü Yy Vv Zz